# Semiothisa praesignataria
Semiothisa praesignataria là một loài bướm đêm trong họ Geometridae.